# Calle Mantas
La Calle Mantas es una calle ubicada en la zona monumental de la ciudad del Cusco, Perú. Junto con las calles Almudena, el Puente Almudena, Hospital, San Pedro, Santa Clara, Marqués, Triunfo, Hatunrumiyoc y la Cuesta de San Blas unen la Plazoleta de San Blas con la Plazoleta de la Almudena y forman el eje procesional que es el principal eje transversal de la ciudad a la par que se corresponde con los caminos incas que, partiendo del Huacaypata, comunicaban el Antisuyo al noreste y el Contisuyo al sureste.
Asimismo, es la vía que conecta la Plaza de Armas con la Avenida El Sol que es una de las principales vías de la ciudad.

## Historia
Hasta 1555 la vía no existía y formaba parte del Huacaypata. Recién en ese año, el corregidor del Cusco, Sebastián Garcilaso de la Vega autorizó la construcción de edificios en medio del Huacaypata generando de esa manera las manzanas ubicadas actualmente entre las calles Espaderos, Del medio, Mantas, Heladeros y Espinar dando lugar a la existencia de las actuales Plazas de Armas, Regocijo, Espinar y el solar donde se levanta el Hotel de Turistas. Es en esa fecha que, producto de la construcción de estos solares, se establece la calle que es denominada en un primer momento como Siete Cajones debido a los cajones o tiendas que se ubicaron en ella.
En el siglo XIX, la escritora y periodista cusqueña Clorinda Matto de Turner consigna en su libro Tradiciones Cusqueñas un relato llamado "Los Siete Cajones" en los que confirma que el nombre original de esta calle era de Siete Cuartones en virtud de las tiendas ubicadas durante el siglo XVII frente al Templo de la Merced de propiedad del señor Diego Sillerigo en los que se vendía sedas, cintas, lanas, encajes y demás productos de pasamanería. La fama de estas tiendas fue lo que motivó el cambio de nombre de la calle a Calle Mantas como es actualmente.
Desde 1972 la vía forma parte de la Zona Monumental del Cusco declarada como Monumento Histórico del Perú. Asimismo, en 1983 al ser parte del casco histórico de la ciudad del Cusco, forma parte de la zona central declarada por la UNESCO como Patrimonio Cultural de la Humanidad. y en el 2014, al formar parte de la red vial del Tawantinsuyo volvió a ser declarada como patrimonio de la humanidad.
Ese mismo año 2014 se realizaron excavaciones en esta calle y se encontraron bajo su suelo un muro de casi dos metros de alto, ocho de ancho, con piedras perfectamente colocadas; y asimismo, escalinatas de hasta siete peldaños en cada lado de este muro.
Este descubrimiento inició un debate sobre qué hacer con dicho hallazgo mientras se realizaban trabajos de conservación. La Municipalidad Provincial del Cusco postuló incluso la creación de un museo de sitio. Sin embargo, realizados los trabajos de conservación se optó por enterrar los restos y volver a tapar la calle.

## Recorrido
El breve recorrido de esta calle contrasta con su gran concurrencia debido a que es la vía que comunica la Plaza de Armas con la Avenida El Sol que se constituye en la principal vía de comunicación del centro histórico del Cusco con los barrios del sur y el este de la ciudad. Su recorrido, en todo caso, en su acera noroeste aloja hoteles, farmacias y tiendas de ropa y accesorios. En su acera sureste se encuentran, el Portal de la Compañía que forma parte aún de la Plaza de Armas, el inicio de la Avenida El Sol, restaurantes y tiendas así como el ingreso al Convento de La Merced.

#### Libros y publicaciones
- Angles Vargas, Víctor (1988). Historia del Cusco Incaico Tomo I. Lima: Industrialgráfica S.A.
- Angles Vargas, Víctor (1983). Historia del Cusco Cusco Colonial Tomo II Libro Segundo. Lima: Industrialgrafica S.A.
- Coronado Esquivel, Jessica; Apaza Callañaupa, Roel (2017). «La modernización de la ciudad y su salubridad: la canalización del Cusco a principios del siglo XX». Summa Humanitatis 9 (1). Consultado el 7 de octubre de 2019.
- Matto de Turner, Clorinda (1976). Tradiciones Cuzqueñas Completas. Lima: PEISA. Consultado el 10 de octubre de 2019.
- Quispe Gonzáles, Evaristo (2015). «Regeneración Urbana, Turismo y Barrios del Centro Histórico del Cusco, Patrimonio Cultural de la Humanidad. Análisis Comparativo 1983-2005». devenir 2 (4): 45-72. Archivado desde el original el 10 de octubre de 2019. Consultado el 3 de octubre de 2019.

- Datos: Q70281402
- Multimedia: Calle Mantas / Q70281402